# برنيس ويلدون سارجنت
برنيس ويلدون سارجنت هو فيزيائي وأستاذ جامعي كندي، ولد في 24 سبتمبر 1906 في ساوث دونداس في كندا، وتوفي في 17 ديسمبر 1993 في كينغستون في كندا.